# Mispilodes grisescens
Mispilodes grisescens är en skalbaggsart som beskrevs av Stefan von Breuning 1940. Mispilodes grisescens ingår i släktet Mispilodes och familjen långhorningar.
Artens utbredningsområde är Filippinerna. Inga underarter finns listade i Catalogue of Life.